# Stazione di Torre de' Passeri
La stazione di Torre de' Passeri è una stazione ferroviaria della ferrovia Roma-Pescara a servizio dell'omonimo comune.

## Storia
La stazione venne inaugurata nel 1873, in concomitanza con l'attivazione della tratta provvisoria Pescara-Popoli.

## Strutture e impianti
La stazione è gestita da Rete Ferroviaria Italiana (RFI). Il fabbricato viaggiatori ospita i servizi per i viaggiatori, quali sala d'attesa. Il piazzale ferroviario è composto da due binari.

## Movimento
Il servizio ordinario è svolto da TUA e Trenitalia, per conto della Regione Abruzzo. Nella stazione fermano circa 40 treni regionali al giorno, provenienti da o diretti a Pescara, Teramo, Sulmona e Avezzano.

## Servizi
- Sala d'attesa